# Folketingsvalget 1915
Folketingsvalget den 7. maj 1915 blev afholdt for at kunne vedtage forslaget til den nye grundlov af 1915. Valget var helt usædvanligt i den forstand at man i langt de fleste valgkredse afholdt fredsvalg, hvor kun én kandidat var opstillet efter aftale mellem partierne.

## Historie
Alle fire partier var blevet enige om den nye grundlov. For at den kunne gennemføres, skulle der afholdes valg, hvorefter den nyvalgte rigsdag igen skulle vedtage grundlovsforslaget. Man ønskede at undgå en valgkamp midt under 1. Verdenskrig. Danmark var neutralt og førte en vanskelig udenrigspolitisk balancegang. Alle folketingsmedlemmer blev genvalgt, undtagen på Færøerne.
Det samlede antal mandater var 114, heraf ét medlem for Færøerne. Valget var det sidste folketingsvalg afholdt efter grundloven af 1866, hvor der var enkeltmandskredse og kun mandlig stemmeret. Det var også sidste valg med Højre, der 18. december 1915 blev nydannet som det Konservative Folkeparti.

Af en note i Statistisk Aarbog for 1916 fremgår det:
"Da Valget i 1915 var et Bekræftelsesvalg i Henhold til Grundloven 1866 § 95, fandt kun Afstemning Sted i 10 af de 114 Valgkredse, og der fandt overalt Genvalg Sted undtagen i Frederiksborg Amts 3die Kreds og i Aalborg Amts 3die Kreds, hvor der paa Grund af de tidligere Folketingsmænds Død var opstillet nye Kandidater (af samme Partifarve som de afdøde) samt paa Færøerne, hvor den tidligere Folketingsmand (V) ikke opnaaede Genvalg."

## Kredse med afstemning
I fem kredse var der afstemning mellem to kandidater:
- Svendborg Amts 3. kreds (Svendborg): Wenzel Neergaard, Højre (valgt) og N. Elgaard, Venstre
- Thisted Amts 2. kreds (Thisted): J. Munk-Poulsen, Venstre, (valgt) og gårdejer N.G. Frøkjær, Højre
- Thisted Amts 3. kreds (Hurup): lærer Anton Kristian Kierkegaard, Venstre, (valgt) og godsejer Johan Knudsen, Højre
- Randers Amts 3. kreds (Randers landkreds): Gerud M. Jensen, Venstre, (valgt) og P. Bjerre, Venstre
- Færøerne (afholdt 12. maj): Edward Esbern Mortensen (Mitens), løsgænger, knyttet til Selvstyrepartiet (valgt), og Andreas Samuelsen, Sambandspartiet (Venstre). Færøerne var den eneste kreds hvor en opstillet folketingsmand, Samuelsen, blev væltet. Der faldt 759 stemmer på Edward Mortensen, 667 på Andreas Samuelsen, 3 ugyldige og 3 blanke.

I fem kredse var der kun opstillet én kandidat, men et antal vælgere forlangte afstemning med mulighed for at stemme for og imod kandidaten:
- Københavns Amts 7. kreds (Lejre): Niels Frederiksen, radikal
- Holbæk Amts 3. kreds (Vedby): Søren Svendsen, Venstre
- Præstø Amts 2. Kreds (Fakse): Th. Stauning, socialdemokrat
- Aalborg Amts 3. kreds (Bælum): Niels Gjerding, Venstre
- Vejle Amts 4. kreds (Give): N. Christian Jensen(-Flø), Venstre

I to kredse var den tidligere folketingsmand død. Der blev opstillet og valgt en ny kandidat fra samme parti. I Hillerødkredsen var det redaktør J. C. Th. Wilmann for Socialdemokratiet; i Bælumkredsen Niels Gjerding fra Venstre.

## Resultat
Da der altovervejende blev afholdt fredsvalg, var der ingen afstemning i de fleste valgkredse. Stemmetallene stammer fra de få kredse der havde afstemning. Det afspejler derfor ikke det reelle styrkeforhold mellem partierne.
| Partier              | Partiformand             | Stemmer                  | Pct. af stemmetal        | Mandater                 | +/-                      |
| -------------------- | ------------------------ | ------------------------ | ------------------------ | ------------------------ | ------------------------ |
| Socialdemokratiet    | Thorvald Stauning        | 1.134                    | 8,8%                     | 32                       | -                        |
| Venstre              | J. C. Christensen        | 8.081                    | 62,8%                    | 43                       | -                        |
| Det Radikale Venstre | Carl Th. Zahle           | 677                      | 5,3%                     | 30                       | -                        |
| Højre                | Emil Piper               | 2.980                    | 23,2%                    | 7                        | -                        |
| Nej-stemmer          |                          | 1.360                    | 10,6%                    |                          |                          |
| Valgdeltagelse       |                          |                          |                          |                          |                          |
| Kilde                | Hvem Hvad Hvor 1934-1943 | Hvem Hvad Hvor 1934-1943 | Hvem Hvad Hvor 1934-1943 | Hvem Hvad Hvor 1934-1943 | Hvem Hvad Hvor 1934-1943 |

(+/-) – Forskellen af antal pladser i Folketinget i forhold til fordelingen ved forrige valg.
Nej-stemmerne stammer fra valgkredse, hvor der kun var en enkelt kandidat opstillet. Ifølge valgloven kunne man stemme imod kandidaten, hvis mindst 50 personer begærede afstemning.